# اویتشوو
اویتشوو (به چکی: Ujčov) یک منطقهٔ مسکونی در جمهوری چک است که در شهرستان ژدار ناد سازاوو واقع شده‌است.
 اویتشوو ۱۱٫۹۸ کیلومتر مربع مساحت و ۴۹۱ نفر جمعیت دارد و ۳۳۵ متر بالاتر از سطح دریا واقع شده‌است.